# Adenopterus admirandus
Adenopterus admirandus är en insektsart som beskrevs av Otte, D. 1987. Adenopterus admirandus ingår i släktet Adenopterus och familjen syrsor. Inga underarter finns listade i Catalogue of Life.